# 卡利亞津區
57°14′N 37°51′E / 57.233°N 37.850°E
卡利亞津區（俄语：Калязинский район），是俄羅斯的一個區，位於該國西部，由特維爾州負責管轄，面積1,671平方公里，2010年該區人口21,688，人口密度每平方公里12.98人。